# 傅顔
傅 顔（ふ がん、生没年不詳）は、五胡十六国時代前燕の人物。

## 生涯
前燕に仕え、長楽郡太守に任じられた。
358年、河間郡出身の李黒が反乱を起こし、州郡を荒らしまわると、棗強県令衛顔を殺害した。傅顔は李黒討伐に赴くと、これを破って李黒を討ち取った。
359年8月、東晋の泰山郡太守諸葛攸が2万の水軍・陸軍を率いて前燕を攻め、石門より侵入して黄河の小島に駐屯した。諸葛攸は配下の匡超を碻磝に進ませ、蕭館を新柵に配し、さらに督護徐冏に水軍三千を与えて東西より気勢を上げた。傅顔は輔弼将軍慕容評と共に5万の歩兵・騎兵を率いて東阿において迎え撃ち、諸葛攸を大敗させた。やがて右衛将軍に任じられた。
360年2月、太師慕輿根が反乱を企てると、傅顔は秘書監皇甫真と共に彼を捕らえて乱を収めた。3月、護軍将軍に任じられた。太宰慕容恪の命により、騎兵2万を率いて河南へ兵を進み、淮河へ臨んでから帰還した。その軍威は甚だ盛んであったという。
361年3月、慕容恪は5万の兵を引き連れ、野王に一大勢力を築いていた呂護の討伐に向かうと、傅顔はこれに従軍した。野王城外に至ると呂護は籠城したので、傅顔は「呂護は窮寇を統合しており、東晋軍も近づいているものの、軍の上下は士気を失っております。ですが、敢えてこのまま進軍をしなければ、その螳螂の心を拡大させてしまうでしょう。こうなってしまうと、士卒は怖気づいてしまい、これは敗亡の兆候と言えます。殿下は以前、広固の天険に拠りました。守るに易く攻めるに難かい地であったので、故に長久の策を選択されました。今、賊形は往時と同様ではなく、ここは急攻すべきと存じます。そうすれば、千金の費を省する事が出来ましょう」と述べ、軍費節減の為に速攻をかけることを進言したが、慕容恪は「呂護は老獪な相手であり、どんな奇策を使うやも知れぬ。それにあの防備では容易に落とせそうもない上に、力攻めは被害が大きく多くの精鋭を殺すことになってしまう。敵には兵糧の蓄えが無く、救援の見込みもないのだから、我々はしっかりと防備を固め、兵卒に休養を取らせつつ、その間に離間工作を進めようと考えている。我々は疲れず、敵軍は日々勢いを無くしていくであろう。そうすれば三カ月も経たぬうちに陥せる。なんで多くの兵卒を殺せようか」と述べて長期戦を選んだ。包囲を始めて数カ月が経つと、追い詰められていた呂護は配下の張興を出撃させたが、傅顔はこれを撃破し、張興を討ち取った。これにより城内の士気はさらに下がった。その後、呂護は妻子を棄てて滎陽へ逃げるも、やがて降伏した。
その後、傅顔は呂護と共に兵を率いて河陰へ赴き、勅勒を襲撃して大戦果を挙げてから帰還した。
369年6月、東晋の大司馬桓温が北伐を敢行すると、傅顔は迎撃に向かうも林渚で朱序に敗れた。